# Henry Walston, Baron Walston
Henry David Leonard George Walston, Baron Walston CVO JP (* 16. Juni 1912; † 29. Mai 1991) war ein britischer Landwirt und Politiker der Liberal Party, der Labour Party sowie zuletzt der Social Democratic Party (SDP), der fünf Mal ohne Erfolg für ein Abgeordnetenmandat im House of Commons kandidiert hatte, 1961 als Life Peer aufgrund des Life Peerages Act 1958 Mitglied des House of Lords wurde und sowohl Mitglied des Europarates als auch des Europäischen Parlaments war.

## Leben

### Erfolglose Unterhauskandidaturen
Walston, Sohn des Archäologen Charles Waldstein, absolvierte nach dem Besuch des Eton College ein Studium am King’s College der University of Cambridge und war während des Zweiten Weltkrieges zwischen 1939 und 1945 Mitglied des Kriegslandwirtschaftsrates von Huntingdonshire.
Nach Kriegsende kandidierte er bei den Unterhauswahlen am 5. Juli 1945 im Wahlkreis Huntingdonshire für die Liberal Party erstmals ohne Erfolg für ein Mandat im House of Commons. Anschließend fungierte er zwischen 1946 und 1947 als Direktor für Landwirtschaft in der Britischen Besatzungszone in Deutschland sowie nach seiner Rückkehr nach Großbritannien von 1948 bis 1950 als Berater des Chancellor of the Duchy of Lancaster. Kurz darauf wechselte Walston, der zeitweise auch Friedensrichter (Justice of the Peace) war, zur Labour Party und kandidierte für diese erfolglos bei den Unterhauswahlen am 25. Oktober 1951 sowie am 26. Mai 1955 im Wahlkreis Cambridgeshire. Auch seine Kandidaturen für die Labour Party im Wahlkreis Gainsborough bei der Nachwahl am 14. Februar 1956 sowie bei den Unterhauswahlen am 8. Oktober 1959 waren erfolglos.

### Mitglied des Oberhauses, der Europarates und des Europäischen Parlaments
Durch ein Letters Patent vom 10. Februar 1961 wurde Walston als Life Peer mit dem Titel Baron Walston, of Newton in the County of Cambridge, in den Adelsstand erhoben und gehörte damit bis zu seinem Tod als Mitglied dem House of Lords an. Seine Einführung (Introduction) als Mitglied des Oberhauses erfolgte am 12. April 1961.
Nach dem Wahlsieg der Labour Party bei den Unterhauswahlen am 15. Oktober 1964 wurde er von Premierminister Harold Wilson zum Unterstaatssekretär in das Außenministerium (Foreign and Commonwealth Office) berufen und war dort bis 1967 zugleich landwirtschaftlicher Berater für Deutschland der damaligen Außenminister Patrick Gordon Walker, Michael Stewart sowie zuletzt George Brown. Im Anschluss fungierte er zwischen 1967 und dem Ende der Amtszeit von Premierminister Wilson am 19. Juni 1970 als Parlamentarischer Sekretär im Handelsministerium (Board of Trade) und war damit einer der engsten Mitarbeiter der damaligen Präsidenten des Board of Trade Anthony Crosland, Roy Mason sowie schließlich von Richard Noble.
Walson, der zwischen 1968 und 1971 auch Vorsitzender der Denkfabrik Institute of Race Relations war, gehörte zudem zwischen 1970 und 1975 als Mitglied dem Europarat an und war danach von 1975 bis 1977 ernanntes Mitglied des Europäischen Parlaments. Für seine langjährigen Verdienste wurde er am 1. Januar 1976 Kommandeur des Royal Victorian Order.
Nach rund dreißigjähriger Mitgliedschaft verließ er 1981 die Labour Party und trat der von den vier ehemaligen Labour-Politikern Roy Jenkins, David Owen, Bill Rodgers und Shirley Williams gegründeten Social Democratic Party (SDP) bei. Walston engagierte sich darüber hinaus zeitweise als stellvertretender Vorsitzender und Vizepräsident der Royal Commonwealth Society, einer gesellschaftlichen Organisation zur Förderung der Kultur des Commonwealth of Nations, sowie als Verwaltungsrat (Governor) des im London Borough of Southwark gelegenen Guy’s Hospital.

## Schriften
Walston veröffentlichte außerdem zahlreiche Bücher, die sich insbesondere mit landwirtschaftlichen und europapolitischen Themen befassten. Zu seinen bekanntesten Veröffentlichungen gehören:
- Farm Costings, The University Press, 1942
- From Forces to Farming, Veröffentlichung der Liberal Party, 1944
- No More Bread?, Victor Gollancz Ltd., 1954
- Land nationalisation: for and against, Mitautor John Mackie, Fabian Society, 1958
- The farmer and Europe, Fabian Scoiety, 1962
- Agriculture and Communism. A Background book, The Bodley Head, 1962
- Agriculture under Communism, The Bodley Head, 1962, Neuauflage 1968
- Farm gate to Brussels, Fabian Scoiety, 1970
- Dealing With Hunger, The Bodley Head, 1976